# Llista de topònims de Mollet de Peralada
Llista de topònims (noms propis de lloc) del municipi de Mollet de Peralada, a l'Alt Empordà
Informació actualitzada per un bot. Els canvis manuals es perdran quan s'actualitzi!

## casa
| imatge | Nom                     | Ubicat a           | instància de | Detalls                                  | coordenades                                                            | Protecció                                  | Commons (més fotos)              | Dades a WD                    |
| ------ | ----------------------- | ------------------ | ------------ | ---------------------------------------- | ---------------------------------------------------------------------- | ------------------------------------------ | -------------------------------- | ----------------------------- |
|        | Can Cortada             | Mollet de Peralada | casa         | Estil: arquitectura popular              | 42° 21′ 35″ N, 2° 59′ 59″ E / 42.3597°N,2.99981°E                      | bé integrant del patrimoni cultural català | Can Cortada (Mollet de Peralada) | Modifica les dades a Wikidata |
|        | casa al carrer Plaça, 7 | Mollet de Peralada | casa         | Estil: arquitectura popular 17th century | 42° 21′ 38″ N, 2° 59′ 58″ E / 42.360544°N,2.999409°E ca:C. la Plaça, 7 | bé integrant del patrimoni cultural català |                                  | Modifica les dades a Wikidata |

## edifici
| imatge | Nom                                 | Ubicat a           | instància de | Detalls                                                               | coordenades                                                               | Protecció                                  | Commons (més fotos) | Dades a WD                    |
| ------ | ----------------------------------- | ------------------ | ------------ | --------------------------------------------------------------------- | ------------------------------------------------------------------------- | ------------------------------------------ | ------------------- | ----------------------------- |
|        | Portal a la plaça de l'Església, 20 | Mollet de Peralada | edifici      | Estil: arquitectura popular                                           | 42° 21′ 39″ N, 2° 59′ 58″ E / 42.360697°N,2.999445°E                      | bé integrant del patrimoni cultural català |                     | Modifica les dades a Wikidata |
|        | Portal al carrer de la Plaça, 7     | Mollet de Peralada | edifici      | Estil: arquitectura popular 17th century Estat: bon estat             | 42° 21′ 37″ N, 2° 59′ 58″ E / 42.360242°N,2.999494°E ca:C. de la Plaça, 7 | bé integrant del patrimoni cultural català |                     | Modifica les dades a Wikidata |
|        | la Societat (Mollet de Peralada)    | Mollet de Peralada | edifici      | Estil: arquitectura popular noucentisme 20th century Estat: bon estat | 42° 21′ 36″ N, 2° 59′ 58″ E / 42.360026°N,2.9995°E ca:C. la Placeta, 2    | bé integrant del patrimoni cultural català |                     | Modifica les dades a Wikidata |

## entitat singular de població
| imatge | Nom                | Ubicat a           | instància de                                                                   | Detalls | coordenades                                                      | Protecció | Commons (més fotos) | Dades a WD                    |
| ------ | ------------------ | ------------------ | ------------------------------------------------------------------------------ | ------- | ---------------------------------------------------------------- | --------- | ------------------- | ----------------------------- |
|        | Cagaloca           | Mollet de Peralada | entitat singular de població                                                   | 0 hab   | 42° 21′ 55″ N, 2° 59′ 57″ E / 42.3654°N,2.99921°E 62 msnm        |           |                     | Modifica les dades a Wikidata |
|        | Mollet de Peralada | Mollet de Peralada | entitat singular de població ens local històric de Catalunya capital municipal | 201 hab | 42° 21′ 35″ N, 3° 00′ 01″ E / 42.35959°N,3.00034°E 52 msnm       |           |                     | Modifica les dades a Wikidata |
|        | les Costes         | Mollet de Peralada | entitat singular de població ens local històric de Catalunya                   | 14 hab  | 42° 19′ 55″ N, 3° 01′ 24″ E / 42.33198056°N,3.02345278°E 50 msnm |           |                     | Modifica les dades a Wikidata |

## església
| imatge | Nom                   | Ubicat a                      | instància de | Detalls                     | coordenades                                              | Protecció                                  | Commons (més fotos)               | Dades a WD                    |
| ------ | --------------------- | ----------------------------- | ------------ | --------------------------- | -------------------------------------------------------- | ------------------------------------------ | --------------------------------- | ----------------------------- |
|        | Sant Cebrià de Mollet | Mollet de Peralada            | església     |                             | 42° 21′ 37″ N, 2° 59′ 59″ E / 42.3604°N,2.99976°E        | bé cultural d'interès local                | Sant Cebrià de Mollet de Peralada | Modifica les dades a Wikidata |
|        | Sant Joan Degollaci   | Mollet de Peralada les Costes | església     | Estil: arquitectura popular | 42° 19′ 55″ N, 3° 01′ 24″ E / 42.33198056°N,3.02345278°E | bé integrant del patrimoni cultural català | Sant Joan Degollaci               | Modifica les dades a Wikidata |

## masia
| imatge | Nom            | Ubicat a           | instància de | Detalls                                  | coordenades                                                                               | Protecció                                  | Commons (més fotos) | Dades a WD                    |
| ------ | -------------- | ------------------ | ------------ | ---------------------------------------- | ----------------------------------------------------------------------------------------- | ------------------------------------------ | ------------------- | ----------------------------- |
|        | Can Gasó       | Mollet de Peralada | masia        |                                          | 42° 22′ 01″ N, 2° 59′ 58″ E / 42.3670169102219°N,2.99931989331131°E                       |                                            |                     | Modifica les dades a Wikidata |
|        | Can Tià        | Mollet de Peralada | masia        |                                          | 42° 20′ 07″ N, 3° 01′ 29″ E / 42.3351596346598°N,3.02465355939794°E                       |                                            |                     | Modifica les dades a Wikidata |
|        | Mas Ferriols   | Mollet de Peralada | masia        |                                          | 42° 22′ 05″ N, 3° 00′ 18″ E / 42.3680164788989°N,3.00500372139308°E                       |                                            |                     | Modifica les dades a Wikidata |
|        | Mas Oliver     | Mollet de Peralada | masia        |                                          | 42° 20′ 24″ N, 3° 01′ 29″ E / 42.3400949599567°N,3.02482544137378°E                       |                                            |                     | Modifica les dades a Wikidata |
|        | Mas Sarejol    | Mollet de Peralada | masia        | Estil: arquitectura popular 17th century | 42° 19′ 55″ N, 3° 01′ 25″ E / 42.331902°N,3.023594°E ca:Camí de les Costes                | bé integrant del patrimoni cultural català |                     | Modifica les dades a Wikidata |
|        | Mas Tià        | Mollet de Peralada | masia        |                                          | 42° 19′ 52″ N, 3° 01′ 24″ E / 42.3310440946255°N,3.02337747899499°E ca:Camí de les Costes |                                            |                     | Modifica les dades a Wikidata |
|        | Mas de n'Aldàs | Mollet de Peralada | masia        |                                          | 42° 20′ 07″ N, 3° 00′ 45″ E / 42.3352876971816°N,3.01242998330733°E                       |                                            |                     | Modifica les dades a Wikidata |

## Misc
| imatge | Nom                                     | Ubicat a                                  | instància de      | Detalls                        | coordenades                                                                                              | Protecció | Commons (més fotos) | Dades a WD                    |
| ------ | --------------------------------------- | ----------------------------------------- | ----------------- | ------------------------------ | --- | --------- | ------------------- | ----------------------------- |
|        | Orlina                                  | Rabós Espolla Peralada Mollet de Peralada | curs d'aigua      | Desemboca: Llobregat d'Empordà | 42° 28′ 24″ N, 3° 02′ 14″ E / 42.473212°N,3.037326°E 42° 18′ 17″ N, 3° 00′ 28″ E / 42.304852°N,3.00781°E |           | L'Orlina            | Modifica les dades a Wikidata |
|        | Puig de Ferriols                        | Mollet de Peralada                        | muntanya          |                                | 42° 22′ 06″ N, 3° 00′ 13″ E / 42.3683°N,3.00359°E 101.4 msnm                                             |           |                     | Modifica les dades a Wikidata |
|        | casa consistorial de Mollet de Peralada | Mollet de Peralada                        | casa consistorial |                                | 42° 21′ 39″ N, 2° 59′ 59″ E / 42.3607119°N,2.9997993°E                                                   |           |                     | Modifica les dades a Wikidata |
|        | el Molí                                 | Mollet de Peralada                        | molí d'aigua      | Estat: ruïnós                  | 42° 21′ 49″ N, 3° 00′ 30″ E / 42.3636663379954°N,3.00840372893904°E                                      |           |                     | Modifica les dades a Wikidata |